# Río Guaiguasi (Caritaya)
El río Guaiguasi es un curso natural de agua que nace en la ladera oeste del cerro homónimo y fluye en la Región de Arica y Parinacota para, tras corto trayecto, confluir con el arroyo Veco (Caritaya) y formar el río Caritaya.: 41 
(Existe otro río Guaiguasi (Paquisa) que es afluente del río Paquisa en la cuenca del río Lauca.)

## Trayecto

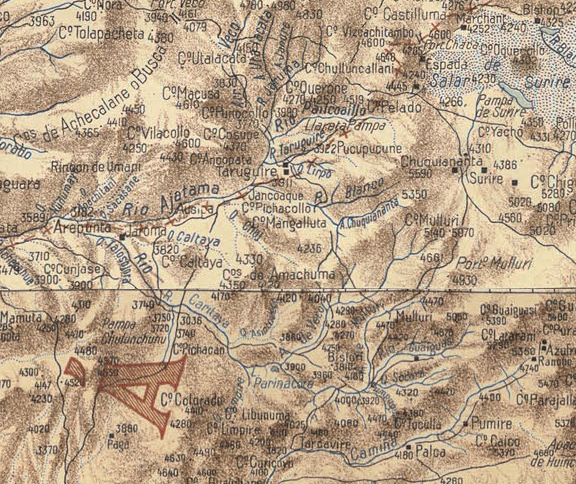
El río Guaiguasi en el cuadrante inferior derecho del mapa con la cuenca alta del río Camarones. Mapa compuesto con dos mapas de Luis Risopatrón, Ossandón y Bolaño de 1910. El embalse Caritaya, terminado en 1935, no aparece. En el mapa aparecen las lagunas de Amuyo con el nombre "laguna Parinacota" que no deben ser confundidas con la laguna Parinacota que da origen al río Isluga ni con el bofedal de Parinacota que da origen al río Lauca. También aparece el cerro Macusa que a veces da su nombre al arroyo Veco del Ajatama. Ver también mapa de la zona del Instituto Geográfico Militar (Chile) en escala 1:250.000 publicado en 1954.

## Caudal y régimen
Un informe de la Dirección General de Aguas menciona caudales del río, medidos durante un aforo puntual, del siguiente orden:: 267 
- en noviembre y mayo: 30 a 50 l/s
- en febrero: 70 l/s

## Historia
Luis Risopatrón lo describe en su Diccionario jeográfico de Chile (1924):: 367 
Guaiguasi (Río). De corto curso i caudal, nace de las faldas W del cerro del mismo nombre, corre hacia el SW i se junta con el de Mullire, para formar con otros afluentes, el río Caritaya del de Camarones.

## Población, economía y ecología
En la zona se encuentran innumerables manifestaciones termales.